# Buczków (województwo lubuskie)
Buczków – wieś w Polsce położona w województwie lubuskim, w powiecie nowosolskim, w gminie Nowa Sól.

## Historia
Wieś powstała pod koniec średniowiecza. W XVIII wieku należała do dóbr rodziny von Schönaich z Siedliska.
W latach 1975–1998 miejscowość administracyjnie należała do województwa zielonogórskiego.

### Historia nazw wsi
Buchwald 1791–1945, Buków 1945–1950, Buczków od 1951